# Campos del Río
Campos del Río é um município da Espanha na província e comunidade autónoma de Múrcia. Tem 47,3 km² de área e em 2021 tinha 2 061 habitantes (densidade: 43,6 hab./km²).

## Demografia
| Variação demográfica do município entre 1991 e 2004 | Variação demográfica do município entre 1991 e 2004 | Variação demográfica do município entre 1991 e 2004 | Variação demográfica do município entre 1991 e 2004 |
| --------------------------------------------------- | --------------------------------------------------- | --------------------------------------------------- | --------------------------------------------------- |
| 1991                                                | 1996                                                | 2001                                                | 2004                                                |
| 1949                                                | 2019                                                | 2046                                                | 2052                                                |